# Guillem IV de Jülich-Clèveris-Berg

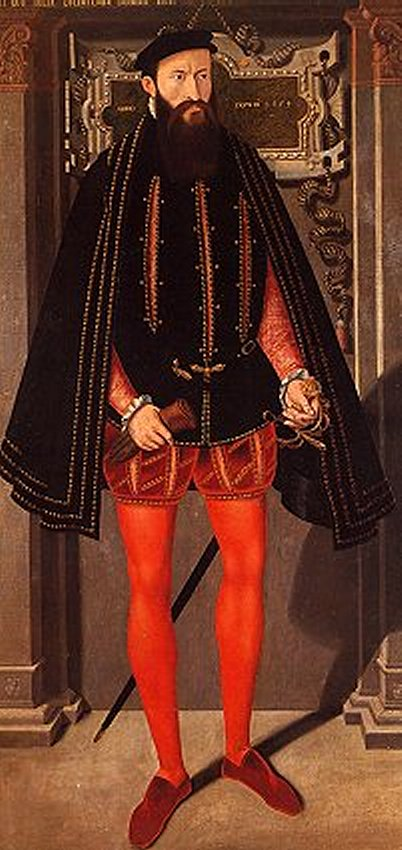
Guillem IV de Jülich-Clèveris-Berg

Guillem IV de Jülich-Clèveris-Berg o simplement Guillem IV de Clèveris (en alemany Wilhelm von Jülich-Kleve-Berg) va néixer a Düsseldorf (Alemanya) el 28 de juliol de 1516 i va morir a la mateixa ciutat el 5 de gener de 1592. Era un noble alemany, fill de Joan III de Clèveris (1490-1539) i de Maria de Jülich-Berg (1491-1543).
Va ser duc de Gueldre i comte de Zutphen de 1538 a 1543, duc de Clèveris i comte de la Mark de 1539 a 1592, duc de Jülich, de Berg i comte de Ravensberg de 1543 a 1592. El 1539, va rebre de l'emperador el ducat de Gueldre i el comtat de Zutphen, però els retornà el 1543, amb motiu del tractat de Venlo, en què s'acordà incorporar-los als Països Baixos espanyols.
La seva era una Cort brillant freqüentada per humanistes com Erasme de Rotterdam, Jean Wier, el cartògraf Gerardus Mercator o el científic Stephen Vinand.
El seu fill i hereu Carles Frederic va morir el 1575, de manera que deixà la responsabilitat dels seus dominis al seu segon fill, feble d'esperit, seguidor del catolicisme i presa fàcil per a les ambicions dels Habsburg i de les Províncies Unides dels Països Baixos.

## Matrimoni i fills
El 13 de juliol de 1541 es va casar amb Joana d'Albret (1528-1572), filla d'Enric II de Navarra (1503-1555) i de Margarida d'Angulema (1492-1549), quan Joana tenia tot just 13 anys. Però el matrimoni, per conveniències polítiques, fou anul·lat cinc anys després pel Papa Pau III.
El 18 de juliol de 1546 es tornà a casar, a Ratisbona, amb Maria d'Habsburg-Jagellon (1531-1581), arxiduquessa d'Àustria, filla de l'emperador Ferran I i d'Anna Jagellon (1503-1547). Fruit d'aquest matrimoni nasqueren:
- Maria Elionor (1550-1608), casada amb Albert Frederic de Prússia (1553-1618).
- Anna (1552-1632), casada amb Felip Lluís del Palatinat-Neuburg (1547-1614).
- Magdalena (1553-1633), casada amb Joan I de Deux-Ponts (1550-1604).
- Carles Frederic (1555-1575)
- Elisabet (1556-1561)
- Sibil·la (1557-1627), casada amb Carles d'Habsburg (1560-1618)
- Joan Guillem (1562-1609), casat primer amb Jacoba de Baden i després amb Antonieta de Lorena (1568-1610).